# Eutreta eluta
Eutreta eluta är en tvåvingeart som beskrevs av Stoltzfus 1977. Eutreta eluta ingår i släktet Eutreta och familjen borrflugor. Inga underarter finns listade i Catalogue of Life.